# Вибори столиці Олімпійських ігор 2018

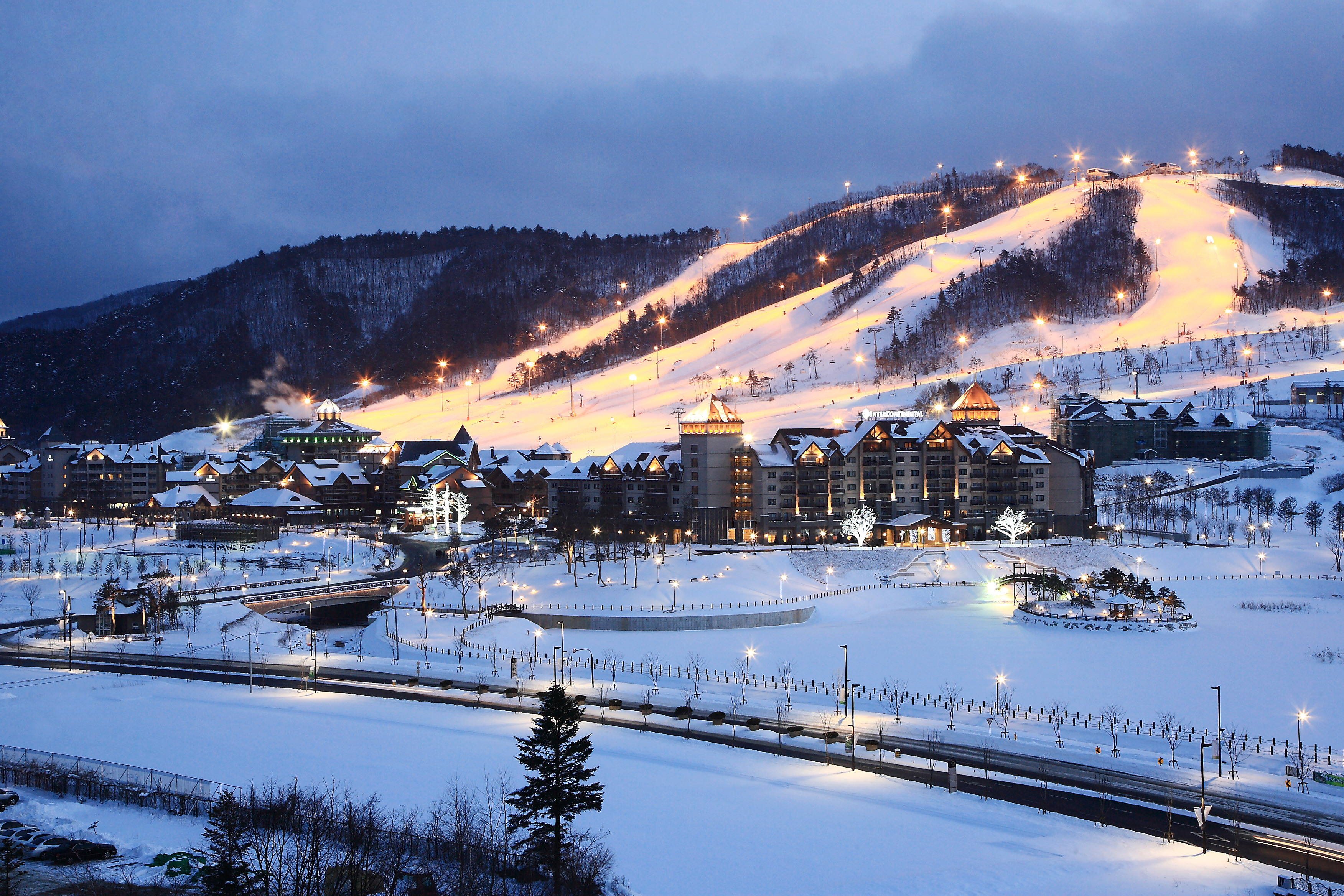
Пхьончхан

Три міста подали заявки на участь у виборах столиці Олімпійських та Паралімпійських ігор 2018. Кандидатами на проведення ігор були

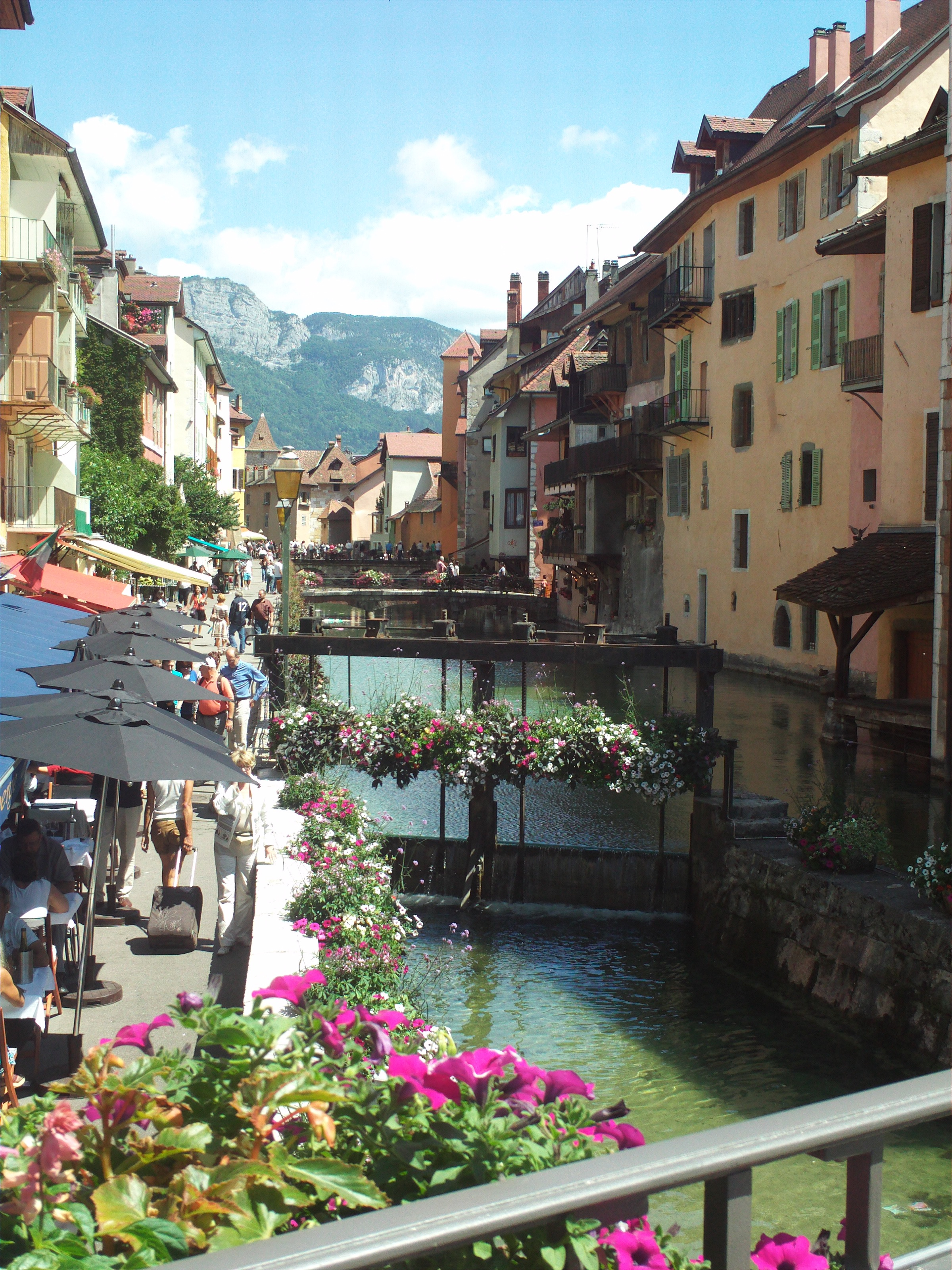
Ансі

- Пхьончхан
- Ансі Мюнхен
- Мюнхен Ансі

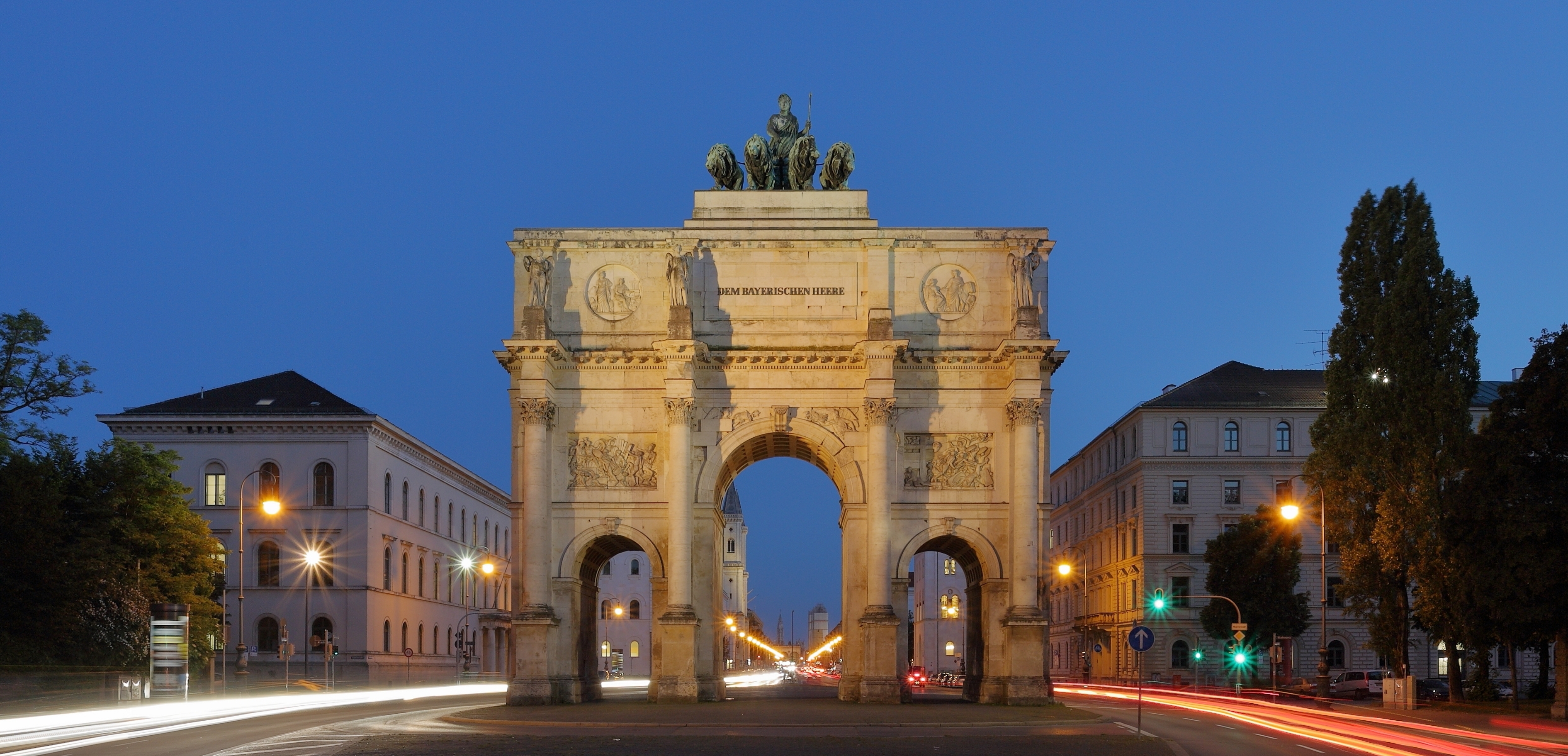
Мюнхен

6 липня 2011 в Дурбані виконком Міжнародного олімпійського комітету обрав місцем  проведення зимової Олімпіади-2018 південнокорейський Пхьончхан. Країна-господарка турніру визначилася вже в першому раунді голосування, оскільки Пхьончхан одержав більшість голосів: за південнокорейське місто проголосували 54 члени виконкому МОК з 95. Пхьончхан тричі поспіль претендував на організацію зимової Олімпіади, два попередні рази це право отримали Ванкувер і Сочі.

## Процес виборів
Процес вибору олімпійської столиці починається з того, що Національний олімпійський комітет (НОК) подає заявку свого міста в Міжнародний олімпійський комітет (МОК), і закінчується обранням столиці членами МОК під час чергової сесії. Процес регулюється Олімпійською хартією, як зазначено в главі 5, правилі 34.
Починаючи з 1999 року процес складається з двох етапів. Під час першої фази, яка починається відразу після закінчення терміну подання заявок, «міста-заявники» зобов'язані відповісти на низку запитань, що охоплюють теми, важливі для успіху організації ігор. Ця інформація дозволяє МОК аналізувати можливості майбутніх організаторів, сильні і слабкі сторони їхніх планів. Після детального вивчення поданих анкет і подальших доповідей, Виконавча рада МОК вибирає міста, які беруть участь у наступному етапі. Другий етап є справжньою кандидатською стадією: міста, заявки яких прийняті (далі їх називають «міста-кандидати»), зобов'язані подати другу анкету у вигляді розширеного, детальнішого кандидатського портфеля. Ці портфелі уважно вивчає Оцінювальна комісія МОК, яка складається з членів МОК, представників міжнародних спортивних федерацій, НОК, спортсменів, Міжнародного Паралімпійського Комітету та міжнародних експертів у різних галузях. Члени оцінювальної комісії потім роблять чотириденний огляд кожного з міст-кандидатів, де вони перевіряють запропоновані спортивні споруди і резюмують щодо деталей у кандидатських портфелях. Оцінювальна комісія описує результати своєї перевірки у звіті, який вона надсилає членам МОК за місяць до сесії МОК.
Сесія МОК, на якій обирають місто-організатор, відбувається в країні, яка не подавала заявку на право бути господарем Олімпіади. Вибори проводять активні члени МОК (за винятком почесних і шанованих членів), що прибули на сесію, кожен з яких має один голос. Учасники з країн, місто яких бере участь у виборах, не голосують допоки місто ще не вибуло. Голосування відбувається в кілька раундів, поки одна із заявок не набирає абсолютної більшості голосів; якщо цього не відбувається в першому турі, то заявка з найменшою кількістю голосів вибуває, і голосування повторюється. У разі рівності очок за найменшу кількість голосів, проводиться спеціальний тур голосування із якого переможець виходить до наступного раунду. Після оголошення міста-господаря делегація цього міста підписує «договір міста-господаря» з МОК, який делегує обов'язки організатора ігор місту і відповідному НОК.

### Оцінювання
| Критерій                                                | Вага | Мюнхен    | Мюнхен    | Ансі    | Ансі    | Пхьончхан      | Пхьончхан      |
| Критерій                                                | Вага | Німеччина | Німеччина | Франція | Франція | Південна Корея | Південна Корея |
| Критерій                                                | Вага | Min       | Max       | Min     | Max     | Min            | Max            |
| ------------------------------------------------------- | ---- | --------- | --------- | ------- | ------- | -------------- | -------------- |
| Урядова підтримка, юридичні питання та громадська думка | 2    | 7.5       | 8.5       | 6.9     | 8.6     | 8.4            | 9.0            |
| Загальна інфраструктура                                 | 5    | 8.0       | 9.0       | 5.4     | 6.9     | 6.7            | 8.0            |
| Спортивні комплекси                                     | 4    | 7.0       | 8.6       | 5.6     | 6.9     | 6.8            | 8.5            |
| Олімпійське(і) село(а)                                  | 3    | 6.2       | 7.6       | 4.5     | 5.8     | 6.2            | 7.9            |
| Умови довкілля і вплив на нього                         | 2    | 7.8       | 8.8       | 6.6     | 7.9     | 7.2            | 8.5            |
| Проживання                                              | 5    | 9.3       | 9.8       | 6.1     | 7.2     | 9.3            | 9.8            |
| Транспортна концепція                                   | 3    | 8.0       | 8.8       | 5.5     | 7.5     | 8.3            | 9.0            |
| Безпека і охорона                                       | 3    | 7.5       | 8.5       | 7.0     | 8.5     | 7.5            | 8.5            |
| Досвід минулих спортивних змагань                       | 3    | 9.0       | 10.0      | 9.0     | 10.0    | 8.0            | 9.0            |
| Фінанси                                                 | 3    | 6.7       | 8.6       | 6.9     | 8.5     | 6.9            | 8.3            |
| Загальний проект і спадщина                             | 3    | 8.0       | 9.0       | 4.0     | 7.0     | 8.0            | 9.0            |

### Вибори

#### Результати голосування
| Місто     | Місто     | НОК    | 1-й раунд | 1-й раунд |
| --------- | --------- | ------ | --------- | --------- |
| Пхьончхан | Пхьончхан | Корея  | 63        | 63        |
| Ансі      | Ансі      | Франія | 25        | 25        |
| Мюнхен    | Мюнхен    | ФРН    | 7         | 7         |